# Дни поэзии Вагифа
Дни поэзии Вагифа (азерб. Vaqif Poeziya Günləri) — ежегодно проводящийся в городе Шуше в Азербайджане литературный фестиваль в честь азербайджанского поэта и визиря Карабахского ханства Моллы Панаха Вагифа, жившего и творившего в городе около 40 лет. Впервые Дни поэзии Вагифа состоялись в Шуше летом 1982 года и ежегодно проводились до 1991 года. В 1992—2020 годах город находился под контролем армянских сил и мероприятие в этот период не проводилось. После того, как Азербайджан вернул контроль над городом в результате Второй карабахской войны Дни поэзии Вагифа с лета 2021 года вновь стали проводиться в Шуше.

## Первый фестиваль
Впервые Дни поэзии Вагифа была проведены в 1982 году. 14 января 1982 года в Шуше состоялось открытие мавзолея Моллы Панаха Вагифа и Дома поэзии. В церемонии принял участие кандидат в члены Политбюро ЦК КПСС, первый секретарь ЦК КП Азербайджана Гейдар Алиев. Тогда же он дал указание провести в Шуше Дни поэзии Вагифа. 22 июля 1982 года в Шушинском районном комитете партии было созвано экстренное собрание. На совещании велась подготовка к приезду в Шушу Гейдара Алиева. Были даны соответствующие поручения и решено, что Дни поэзии Вагифа должны состояться 29 июля. Ожидалось, что на мероприятии примет участие большая делегация официальных лиц и представителей интеллигенции республики.
Утром 29 июля Гейдар Алиев его супруга, действительный член Академии наук Азербайджанской ССР Зарифа Алиева и их сын, ныне президент Ильхам Алиев, а также члены Политбюро ЦК КП Азербайджана Гасан Гасанов, Зия Юсифзаде и большая группа деятелей культуры и науки республики приехали на открытие поэтического фестиваля.

Церемония открытия Дней поэзии Вагифа в Шуше 29 июля 1982 года

Первое мероприятие открыл первый секретарь правления Союза писателей Азербайджана народный писатель республики Исмаил Шихлы. В своей речи в день открытия Шихлы от имени всех писателей и интеллигенции выразил искреннюю признательность руководству республики за постоянное внимание и заботу, проявленную к охране, обогащению и развитию творческого наследия народа, и организацию поэтического фестиваля в честь памяти Вагифа как одного из ярких доказательств этого.
В рамках Дней поэзии Вагифа литературовед Гасым Гасымзаде, нахичеванская поэтесса Камала Агаева, поэт-переводчик Владимир Гафаров, поэт-драматург Нариман Гасанзаде, поэты Сабир Рустамханлы, Гусейн Ариф, Нусрат Касаманлы, поэт-переводчик Эйваз Борчалы, поэты Владимир Абрамян и Гурген Габриелян представили произведения поэта и посвящённые ему стихи.
В рамках фестиваля были прочитаны стихи на трёх языках — азербайджанском, русском и армянском. Со своими стихами выступили также Сократ Ханян, Аббас Абдулла, Тофиг Байрам, Гусейн Рази, Искандер Джошгун, Анвар Ахмед, Гусейн Хатеми. Армянский поэт Самвел Григорян прочёл стихотворение, которое он посвятил своему другу Сулейману Рустаму. Молодые поэты Эльдар Насиб и Вагиф Джабраилзаде исполнили знаменитое поэтическое состязание (дейишме) Вагифа и Видади.
На сцене в Джыдыр-Дюзю, где был установлен огромный портрет Вагифа, были показаны отрывки из драмы «Вагиф» Самеда Вургуна в исполнении актёров Азербайджанского драматического театра. Прозвучали песни, написанные на стихи Вагифа, произведения азербайджанских композиторов и народная музыка. На сцене выступили народный артист СССР Лютфияр Иманов, заслуженные артисты республики Зохраб Адыгозельзаде, Сарвар Ганиев, Амалия Панахова, Ариф Бабаев, лауреат Государственной премии Азербайджанской ССР Алиаббас Гадиров, артисты Фирангиз Муталлимова, Фируза Ибадова, Теймур Мустафаев, Автандил Исрафилов, Гандаб Гулиева, Ашиг Адалат Насибов, ансамбль народных инструментов «Азербайджанские мелодии» под руководством заслуженного деятеля искусств республики Агаси Мешадибекова и ансамбль «Мугам» Шушинского районного дома культуры.
По завершении концерта на сцене выступила народная артистка СССР Зейнаб Ханларова. Много лет проработавший начальником управления культуры и туризма Шушинского района Захид Аббасов позднее вспоминал, что во время выступления Ханларовой начался сильный дождь. Но, несмотря на это, гости досмотрели концерт до конца.
В тот же день в рамках фестиваля состоялось открытие бюста азербайджанской поэтессы Хуршудбану Натаван.

## Последующие Дни поэзии
Брожу среди угрюмых скал,

Один в сгустившейся тиши.

Не без труда я отыскал

Тропу к подножию Шуши.

Вдоль скал бреду я не спеша

Мгновенья иль уже века…

О, если бы моя душа

Была вот так же глубока!
В дальнейшем мероприятие проводилось ежегодно до 1991 года. Цикл мероприятий начинали проводить на родине поэта в Казахе, а заканчивали в августе в Шуше.
В 1985 году Дни поэзии Вагифа прошли и в Казахе и в Шуше. Выступившие на поэтическом празднике в Казахе первый секретарь правления Союза писателей Азербайджана народный писатель Исмаил Шихлы, поэты Нариман Гасанзаде, Хикмет Зия подчеркнули значение поэзии Вагифа, упомянули, что лирика поэта очень популярна в народе. В Шуше, у мавзолея поэта на разных языках прозвучали лирические стихи поэта, а также посвящённые ему строки, произведения о дружбе народов. Их прочитали поэты Джабир Новруз, Сохраб Тахир, Фикрет Садыг, Нусрет Кесеменли, Мамед Кязым, Ахмед Эльбрус и члены литературного объединения «Родник Вагифа». Дни поэзии завершились народным гулянием на Джыдыр-Дюзю.

В 1992—2020 годах Шуша контролировалась армянскими вооруженными силами и мероприятие не проводилось.

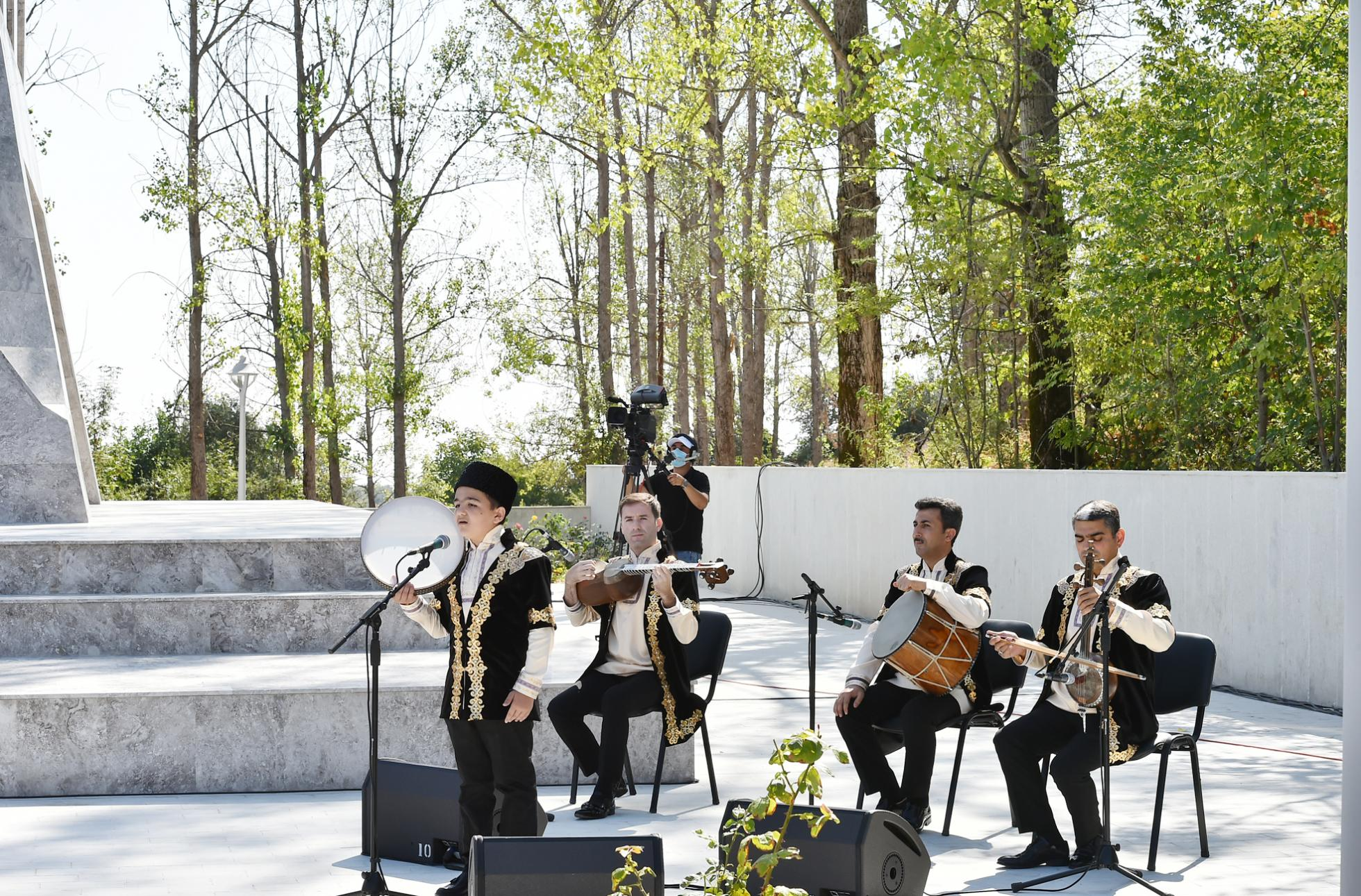
Мугамное трио исполняет «Карабахская шикесте» во время церемонии открытия Дней поэзии Вагифа в Шуше 30 августа 2021 года

## Возобновление фестиваля

### 2021
В августе 2021 года литературное мероприятие было возобновлено. Церемония открытия Дней поэзии была проведена 30 августа 2021 года перед музейно-мавзолейным комплексом Моллы Панаха Вагифа, открытие которого после реставрации состоялось 29 августа. На церемонии выступили президент Азербайджана Ильхам Алиев, председатель Союза писателей Азербайджана, народный писатель Анар Рзаев, народный поэт Нариман Гасанзаде, секретарь Союза писателей Азербайджана, писатель-публицист Ильгар Фахми, народный писатель Эльчин Эфендиев, члены Союза писателей Азербайджана поэтесса Гюнель Шамильгызы и поэт Шахрияр Дель Герани. Был показан видеоролик об истории Дней поэзии Вагифа. Мугамным трио был исполнен мугам «Карабахская шикесте». Были организованы выставки «Карабах — жемчужина азербайджанской культуры» и «Снова в родном краю: жемчужины искусства Карабаха».

### 2022
14-15 июля 2022 года в Шуше в очередной раз были проведены Дни поэзии Вагифа, организованные Фондом Гейдара Алиева, Министерством культуры и Союзом писателей Азербайджана. В мероприятии 2022 года приняли участие известные деятели культуры и искусства, члены Союза писателей Азербайджана, молодые писатели, а также ветераны Второй карабахской войны. В рамках фестиваля состоялся концерт-спектакль на Джыдыр-Дюзю. Перед гостиницей «Карабах» проведена книжная выставка, на которой были представлены книги более 100 поэтов и писателей, состоялись презентации книг отдельных писателей. Фестиваль завершился прочтением стихов известных поэтов о Карабахе и выступлением молодых поэтов проекта «Новое дыхание».

### 2023
14-16 июля 2023 года в Шуше в третий раз после возобновления состоялись Дни поэзии Вагифа. На открытии выступили первый заместитель председателя Союза писателей Азербайджана, народный писатель Чингиз Абдуллаев, глава Фонда тюркской литературы Серхад Кабаклы, народный поэт Азербайджана Вахид Азиз, народный артист Узбекистана Хуршид Даврон, секретарь Союза писателей Азербайджана, поэт-публицист Рашад Меджид и поэт-переводчик Салим Бабулла оглы. Прозвучали патриотические стихи и стихи, посвященные Шуше, после чего выступили известные мастера искусств Азербайджана. Фестиваль завершился показом перед мавзолеем поэта музыкально-поэтического спектакля «Мир Вагифа», в котором были воплощены образы Вагифа, Моллы Вели Видади, Мухаммеда Физули, Алишера Навои, шаха Исмаила Хатаи и других тюркских поэтов.

### 2024
Четвёртый фестиваль проведён 18 июля 2024 года. В мероприятии приняли участие более 100 членов Союза писателей Азербайджана. В исполнении заслуженных артистов Азада Шукюрова и Назира Рустамова был представлен поэтический дуэт Мухаммеда Физули и Моллы Панаха Вагифа. С концертом выступили заслуженная артистка Нигяр Шабанова, солисты Абгюль Мирзалиев, Илькин Довлатов и Лейла Рагимли.

### 2025
V фестиваль проводится с 14 по 24 июля. 14 июля Дни поэзии проведены в Газахе, 15 июля в Гяндже. 16 июля Дни поэзии пройдут в Агдамском районе, 22-34 июля в Шуше.
В Гяндже в доме-музее Мир Джалала Пашаева проведён поэтический вечер. Проведён концерт с участием солистов Гянджинской государственной филармонии, Ансамбля народных музыкальных инструментов при филармонии и Государственного ансамбля песни и танца «Гёйгёль». Исполнены песни на стихи Моллы Панаха Вагифа.